# Gliwiczia
Gliwiczia – rodzaj słodkowodnych okrzemek wydzielony w roku 2013.
Stosunkowo niewielkie okrzemki (7–25 μm długości i 4–10 μm szerokości) wyróżniające się wgłębieniem w kształcie podkowy na obu skorupkach. Szczelinę (rafę) mają tylko na jednej, lekko wklęsłej skorupce, podczas gdy druga jest płaska.
Podczas opisywania nowego rodzaju wyróżniono jego cztery gatunki dotąd nieopisane, a znalezione w jeziorze Bajkał: Gliwiczia latarea M.Kulikovskiy, Lange-Bertalot & A.Witkowski, Gliwiczia skvortzowii M.Kulikovskiy, Lange-Bertalot & A.Witkowski, Gliwiczia tenuis M.Kulikovskiy, Lange-Bertalot & A.Witkowski i Gliwiczia vixcalcar M.Kulikovskiy, Lange-Bertalot & A.Witkowski oraz przeniesiono do niego znany dotąd z oligotroficznych i dystroficznych jezior Eurazji gatunek Gliwiczia calcar (Cleve) M.Kulikovskiy, Lange-Bertalot & A.Witkowski, do tego czasu opisywany jako Achnanthes calcar Cleve 1891.
Nazwa Gliwiczia jest uhonorowaniem polskiego hydrobiologa zajmującego się ekologią behawioralną organizmów planktonowych, Macieja Gliwicza.